# ポール・ダメット
ポール・ダメット（Paul Dummett 、1991年9月26日 - ）は、イングランド・ニューカッスル・アポン・タイン出身のプロサッカー選手。元ウェールズ代表。カーライル・ユナイテッドFC所属。ポジションは、ディフェンダー。

## 経歴

### クラブ
地元クラブであるニューカッスル・ユナイテッドFCの下部組織出身。
2012年3月、ゲーツヘッドFCに短期レンタル移籍。
シーズン終了後、今度はスコティッシュ・プレミアリーグのセント・ミレンFCにレンタル移籍。
レンタル復帰後、2013年1月のFAカップ・ブライトン・アンド・ホーヴ・アルビオンFC戦で念願のトップチームデビュー。その後、再びセント・ミレンにレンタル移籍。
2013-14シーズン開幕戦のマンチェスター・シティFC戦でプレミアリーグデビュー。10月のリヴァプールFC戦で初得点を決める。2013年11月にクラブとの契約を2019年まで延長した。シーズン最終戦の同じくリヴァプール戦ではルイス・スアレスへチャージを仕掛け膝を負傷させたことで、スアレスの2014 FIFAワールドカップへの出場が危ぶまれたためウルグアイ代表サポーターから殺害予告を受けた。
2014-15シーズンはダヴィデ・サントンが故障し、マサディオ・アイダラがベンチに降格したことで左サイドバックのファーストチョイスに浮上した。
2015-16シーズンも主力として、マンチェスター・ユナイテッドFC戦でアディショナルタイムに3-3にする同点弾を決め、リーグ3位の時速35.1kmを記録するなど奮闘したがチームは降格した。
2024年11月8日、ウィガン・アスレティックFCに加入した。
2025年1月10日、カーライル・ユナイテッドFCに移籍した。

### 代表
ダメット自身はイングランドで生まれ育ったが、祖父がウェールズ出身のためウェールズ代表を選択した。
2014年6月のオランダ戦で初キャップ。UEFA EURO 2016直前に行われたキャンプに参加したが、大会登録メンバーには入らなかった。
代表6年間でわずか5試合の出場にとどまり、ベン・デイヴィスからポジションを奪うことができず、クラブに専念するため27歳の若さで代表からの引退を表明した。

## タイトル
セント・ミレン
- スコティッシュリーグカップ: 2012-13